# Liturgusidae
Liturgusidae je čeleď kudlanek zahrnující více než 30 druhů, které se vyskytují ve Střední a Jižní Americe. Pouze malá nepůvodní populace druhu Liturgusa maya byla nalezena i na Floridě.
Kudlanky této čeledi jsou specializovány k maskování se na kůře dřevin. Tělo je svrchu zploštělé, zbarvení je obvykle nenápadně hnědé nebo zelené s maskovacími skvrnami. Nohy jsou v poměru k tělu značně dlouhé. Na hlavě se nachází výrazné vypouklé oči.
Jak bylo popsáno u rodu Liturgusa – typicky se nacházejí na kmenech stromů ve svislé poloze hlavou dolů. Ačkoli jsou schopny letu, většina druhů létá pouze zřídka.

## Taxonomie

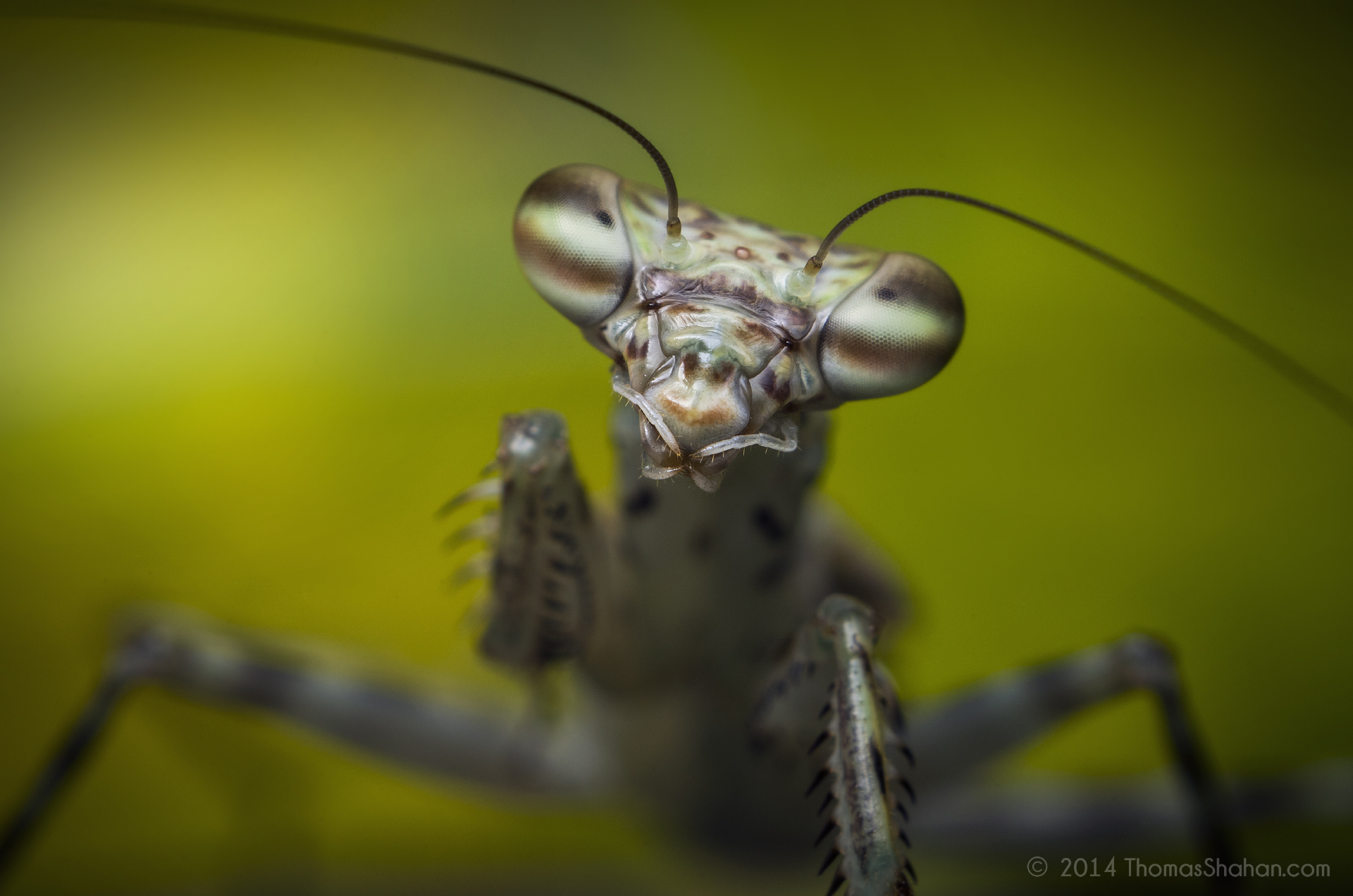
detail kudlanky rodu Liturgusa

Do čeledi Liturgusidae bylo dříve řazeno více rodů. Některé z nich sem však byly řazeny mylně na základě podobných morfologických znaků a po revizi z roku 2019 byly přesunuty do jiných čeledí.

### Rody
- Hagiomantis – 5 druhů
- Corticomantis – 1 druh
- Fuga – 3 druhy
- Liturgusa – 25 druhů
- Velox – 1 druh[4]